# Jérôme David (grabador)
Hermano del grabador Charles David, Jérôme es de Vaudoy-en-Brie, en la actual Sena y Marne, hijo de André David, preboste de Vaudoy-en-Brie, y de Michelle de Chenoy. Es activo en París, Lyon y Roma, como lo demuestran las fechas de publicación de sus grabados y de varios libros publicados en París y Lyon alrededor de 1628 y en la segunda mitad del siglo XVII. En 1643, vive en el castillo de Vincennes, como testimonia el testamento a su hermano "André David, labrador de las Canteras del puente de Charenton".

## Obra de arte

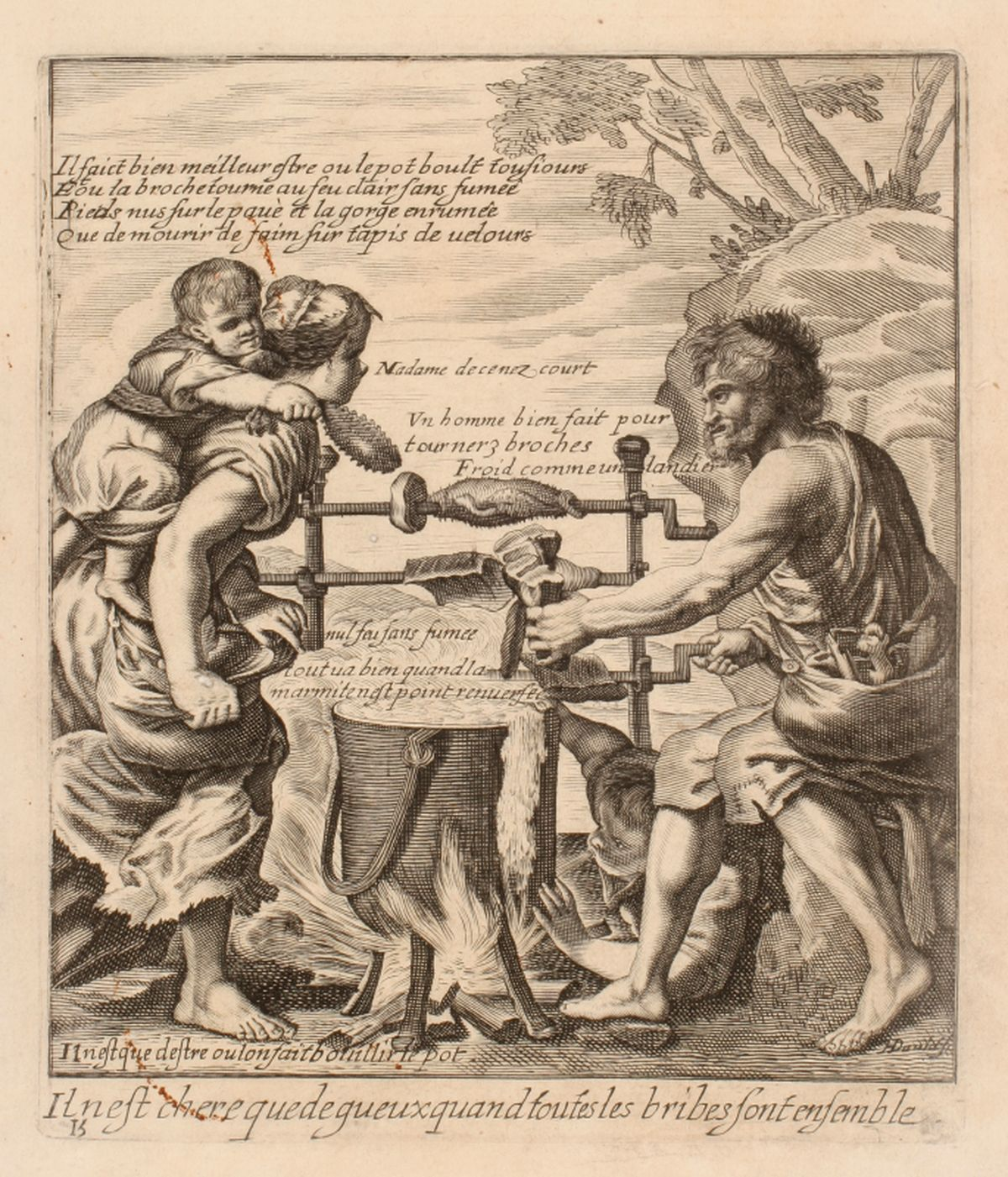
Sólo los mendigos son queridos cuando todos los restos están juntos, Jérôme David, 1657-1663, aguafuerte, 1/1, Musée des Beaux-Arts de Nancy, inv. TH.99.15.3523

Jérôme David realizó grabados con aguafuerte y cincel y se inspira en la manera de su hermano Charles David. Se trata de las técnicas más utilizadas por los grabadores franceses del siglo XVII en Francia. Como las de su hermano Carlos, las estampas de Jerónimo David se inscriben en la corriente realista que caracteriza el grabado francés bajo el reinado de Luis XIII. Entre otros, Jérôme David se ilustró en la interpretación por el grabado de obras de Claude Vignon y otros cuadros artistas contemporáneos como Rembrandt, y el retrato de artistas contemporáneos, como Artemisia Gentileschi o Giovanni Battista Soria. Según los inventarios de obras del artista, Jerome David también trató temas teológicos, religiosos e históricos.
Sin embargo, es difícil distinguir las obras firmadas por Jerónimo David bajo el nombre H. Hierosme David de las de otro grabador activo en Ruan en 1653, Henry David. El inventario del fondo francés realizado por la Biblioteca Nacional de Francia enumera 546 impresiones de Jérôme David, y subraya el hecho de que se distinguió como retratista a pesar de un estilo frusta y de un cincel seco o anguloso que se modificó hacia el final de su carrera. Su monograma y su firma incluyen una combinación de H y D y a veces de F del fecit.
Entre los temas que Jerónimo David trató en el grabado se pueden citar:
- Adán y Eva fuera del paraíso terrenal
- La Santísima Virgen, el niño Jesús, San Juan y dos Ángeles
- Cristo coronado de espinas, según Alberto Durero
- Ecce homo según Guercino
- La Asunción, según Camillo Procaccini
- La Virgen del Rosario, según Guido Reni
- San Sebastián atravesado por flechas y atado a una columna, según Giorgione (parte del fondo de este grabado fue grabado por Abraham Bosse) [5]
- Santa Elena encontrado la Santa Cruz, según Paolo Farinati
- Carlos I de Inglaterra, retrato ecuestre
- Henrietta-Marie Reina de Inglaterra, retrato ecuestre
- Ana Reina de Francia, retrato ecuestre
- Cardenal Richelieu
- Numerosas cabezas de filósofos rembranescos
- Vistas de Roma (iglesias y tumbas) según Giovanni Battista Montano

## Galería
1. ↑  Bibliothèque nationale (France). Département des estampes et de la photographie (1954).  Bibliothèque nationale de France, ed. Inventaire du fonds français, graveurs du XVIIe siècle. Tome III, Chauvel-Duvivier / Bibliothèque nationale, cabinet des estampes ; [réd.] par Roger-Armand Weigert (en francés).
2. ↑  Bibliothèque nationale (France). Département des estampes et de la photographie (1954).  Bibliothèque nationale de France, ed. Inventaire du fonds français, graveurs du XVIIe siècle. Tome III, Chauvel-Duvivier / Bibliothèque nationale, cabinet des estampes ; [réd.] par Roger-Armand Weigert (en francés).
3. ↑  Bibliothèque nationale (France). Département des estampes et de la photographie (1954).  Bibliothèque nationale de France, ed. Inventaire du fonds français, graveurs du XVIIe siècle. Tome III, Chauvel-Duvivier / Bibliothèque nationale, cabinet des estampes ; [réd.] par Roger-Armand Weigert (en francés).
4. ↑  Bibliothèque nationale (France). Département des estampes et de la photographie (1954).  Bibliothèque nationale de France, ed. Inventaire du fonds français, graveurs du XVIIe siècle. Tome III, Chauvel-Duvivier / Bibliothèque nationale, cabinet des estampes ; [réd.] par Roger-Armand Weigert (en francés).
5. ↑  Charles Le Blanc (1854-1888). Manuel de l'amateur d'estampes, contenant le dictionnaire des gravures toutes les nations, dans lequel sont décrites les estampes rares, précieuses et intéressantes avec l'indication de leurs différents états et des prix auxquels ces estampes ont été portées dans les ventes publiques s nations, dans lequel sont décrites les estampes rares, précieuses et intéressantes avec l'indication de leurs différents états et des prix auxquels ces estampes ont été portées dans les ventes publiques (en francés). Paris: Emile Bouillon. pp. p. 99.

## Artículos relacionados
- Grabado francés en el siglo XVII
- Charles David (grabador)
- Jacques Lagniet
- Técnicas de grabado
- Lista cronológica de grabadores franceses

- Datos: Q3811745
- Multimedia: Jérôme David (engraver) / Q3811745